# ألفرد كوهن
ألفرد كوهن (بالألمانية: Alfred Kühn)‏ هو عالم حشرات وعالم وراثة ألماني، ولد في 22 أبريل 1885 في بادن بادن في ألمانيا، وتوفي في 22 نوفمبر 1968 في توبينغن في ألمانيا.

## وصلات خارجية
- ألفرد كوهن على موقع مونزينجر (الألمانية)